# Sigrid Rissler
Sigrid Alfhild Elisabeth Andersson Rissler, född 2 januari 1868 i Stockholm, död där 31 oktober 1918, var en svensk botaniker, målare, tecknare och konsthantverkare.
Sigrid Rissler studerade på 1890-talet för Gunnar Gunnarsson Wennerberg som uppmuntrade henne att hitta andra motiv än botaniska som förekom i föräldrahemmet. Hennes konst består av lyriska landskap, skogsinteriörer och studier från skärgården samt botanik utförda i olja samt teckningar av blommor och alger i blyerts eller akvarell. För Handarbetets vänner mönstergav hon broderier och för Gustafsbergs porslinsfabrik utförde hon ett antal skisser till porslin. Hon formgav även möbler med växtornamentik i jugendstil och intarsia. Hon utförde även ett visst vetenskapligt arbete och 1887 utkom en studie över De primära kärlsträngarnas utveckling hos monokotyledonerna som hon själv illustrerade. Några av hennes mönsterteckningar visades på Nationalmuseums vandringsutställning Jugend 1954. Sigrid Rissler är representerad med sin brudklänning och brudkrona vid Nordiska museet i Stockholm.
Hon var dotter till botanikern Nils Johan Andersson och Anna Tigerhielm och från 1895 gift med överläkaren John Gottlieb Rissler och mor till Gerd Rissler samt syster till Elias Anckers och J.A.G. Acke.